# Acer crispatum
Acer crispatum é uma espécie de árvore do gênero Acer, pertencente à família Aceraceae.